# Elegantimyces sporidesmiopsis
Elegantimyces sporidesmiopsis är en svampart som beskrevs av Goh, K.M. Tsui & K.D. Hyde 1998. Elegantimyces sporidesmiopsis ingår i släktet Elegantimyces, ordningen Pleosporales, klassen Dothideomycetes, divisionen sporsäcksvampar och riket svampar.   Inga underarter finns listade i Catalogue of Life.